# 1818 Market Street
El 1818 Market Street (también conocido como 1818 WSFS Bank Place) es un rascacielos de 40 pisos y 152 m situado en el centro de Filadelfia, Pensilvania, Estados Unidos. Fue diseñado por la firma Ewing Cole Cherry Brott (ahora EwingCole).  Fue el más alto erigido en Filadelfia entre la finalización del Ayuntamiento en 1901 y la del One Liberty Place en 1987, durante el período del "acuerdo de caballeros", la observación de una restricción de altura no oficial de la parte superior del sombrero de la estatua de William Penn en lo alto del Ayuntamiento que estuvo en pie durante 86 años. Es el undécimo más alto de Filadelfia.
Tiene más de 91.100 m² de espacio para oficinas en 37 pisos con seis niveles de estacionamiento. Sus principales inquilinos incluyen ABN Amro, American College of Radiology, WSFS Bank, Booz Allen Hamilton, eResearch Technology, Five Below, Merrill Lynch, Mitchell & Titus, Metrocorp, Northwestern Mutual, Swiss Re y STV Incorporated.
Es la estructura de hormigón armado más alta de la ciudad, se sometió a importantes renovaciones en 2003, más de una década después de que su fachada fuera tratada, lo que dio como resultado su característico color blanco. En mayo de 2015, Shorenstein Properties compró el edificio por 184,8 millones de dólares.